# Duntulm
Duntulm, en gaélique Dùn Thuilm, est un village de la région administrative (council area) d'Highland sur l'île de Skye en Écosse. Il se situe sur le point le plus au nord de la péninsule de Trotternish.

## Histoire

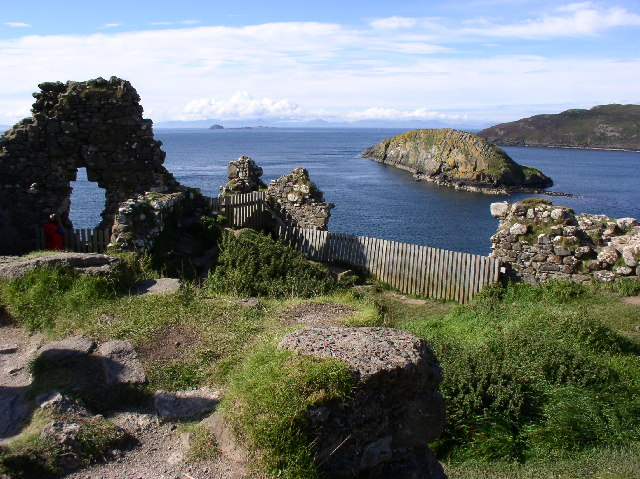
Ruines du château de Duntulm.

Le clan MacDonald de Sleat a construit au XIVe siècle le château de Duntulm, une fortification sur un rocher de basalte, avec un donjon de quatre étages. 
En 1732, le château de Duntulm est abandonné, puis utilisé comme carrière pour construire d'autres résidences. Il en reste au XXIe siècle des ruines.